# (7815) Dolon
(7815) Dolon es un asteroide perteneciente al grupo de los troyanos de Júpiter, descubierto el 19 de noviembre de 1990 por Eric Walter Elst desde el Observatorio de La Silla, Chile.

## Designación y nombre
Designado provisionalmente como 1987 QN. Fue nombrado  así por el triste héroe troyano que figura en la Doloneia , el décimo canto de la Ilíada. Dolón penetró en el campamento de los griegos por la noche para conocer sus intenciones, pero Ulises y Diomedes lo atraparon y lo mataron sin piedad.

## Características orbitales
Dolon está situado a una distancia media del Sol de 5,264 ua, pudiendo alejarse hasta 5,582 ua y acercarse hasta 4,947 ua. Su excentricidad es 0,060 y la inclinación orbital 20,369 grados. Emplea 4411,77 días en completar una órbita alrededor del Sol.

## Características físicas
La magnitud absoluta de Dolon es 10,35. Tiene 42,516 km de diámetro y su albedo se estima en 0,089.